# Periochi Metsovou (Anilio - Katara)
Periochi Metsovou (Anilio - Katara) este o arie protejată (arie specială de conservare — SAC, sit de importanță comunitară — SCI) din Grecia întinsă pe o suprafață de 7.256,37 ha, integral pe uscat.

## Localizare
Centrul sitului Periochi Metsovou (Anilio - Katara) este situat la coordonatele 39°47′21″N 21°12′26″E / 39.789222°N 21.207109°E.

## Înființare
Situl Periochi Metsovou (Anilio - Katara) a fost declarat sit de importanță comunitară în aprilie 1997 pentru a proteja 1 specie de plante și 4 specii de animale. Situl a fost protejat și ca arie specială de conservare în martie 2011.

## Biodiversitate
Situată în ecoregiunea mediteraneană, aria protejată conține 8 habitate naturale: Lande oro-mediteraneene cu formațiuni endemice de grozamă, Matorral arborescenți cu Juniperus spp., Pajiști uscate din regiunea submediteraneeană estică (Scorzoneratalia villosae), Păduri de fag Asperulo-Fagetum, Păduri de fag elene cu Abies borisii-regis, Păduri de Platanus orientalis și Liquidambar orientalis (Platanion orientalis), Păduri de pin (sub-) mediteraneene cu pini negri endemici, Păduri de pin oro-mediteraneene de altitudine.
La baza desemnării sitului se află mai multe specii protejate:
- plante (1): Dactylorhiza kalopissii subsp. kalopissii
- amfibieni (1): izvoraș-cu-burta-galbenă (Bombina variegata)
- mamifere (1): vidră de râu (Lutra lutra)
- pești (1): Barbus prespensis
- reptile (1): țestoasă bănățeană (Testudo hermanni)

Pe lângă speciile protejate, pe teritoriul sitului au mai fost identificate 12 specii de plante, 1 specie de amfibieni, 3 specii de mamifere, 4 specii de nevertebrate, 3 specii de reptile.